# Ptyobathra
Ptyobathra is een geslacht van vlinders van de familie snuitmotten (Pyralidae), uit de onderfamilie Phycitinae.

## Soorten
- P. hanhamella Dyar, 1904
- P. hypolepidota Turner, 1905
- P. irregularis (Legrand, 1966)
- P. polia Tams, 1935